# Synagoge Guntersblum
Die Synagoge Guntersblum war eine Synagoge im alten Judenviertel der rheinhessischen Ortsgemeinde Guntersblum. Heute befindet sie sich auf dem Grundstück des Guntersblumer Domhofs und wird vom gleichnamigen Weingut als Wirtschaftsgebäude genutzt. Das Anwesen gilt heute als Kulturdenkmal.

## Geschichte

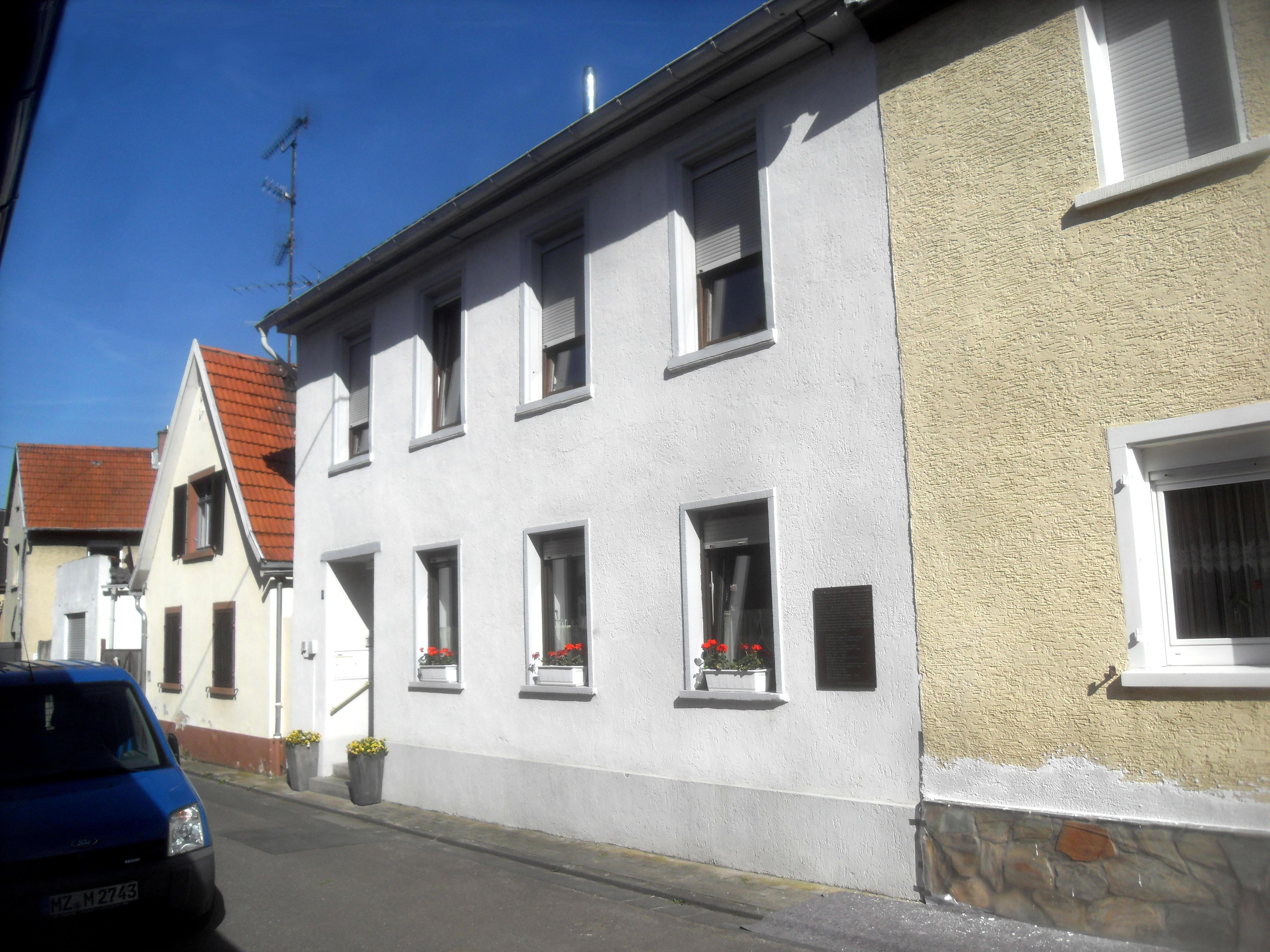
Die ehemalige Guntersblumer Judenschule in der heutigen Viehgasse

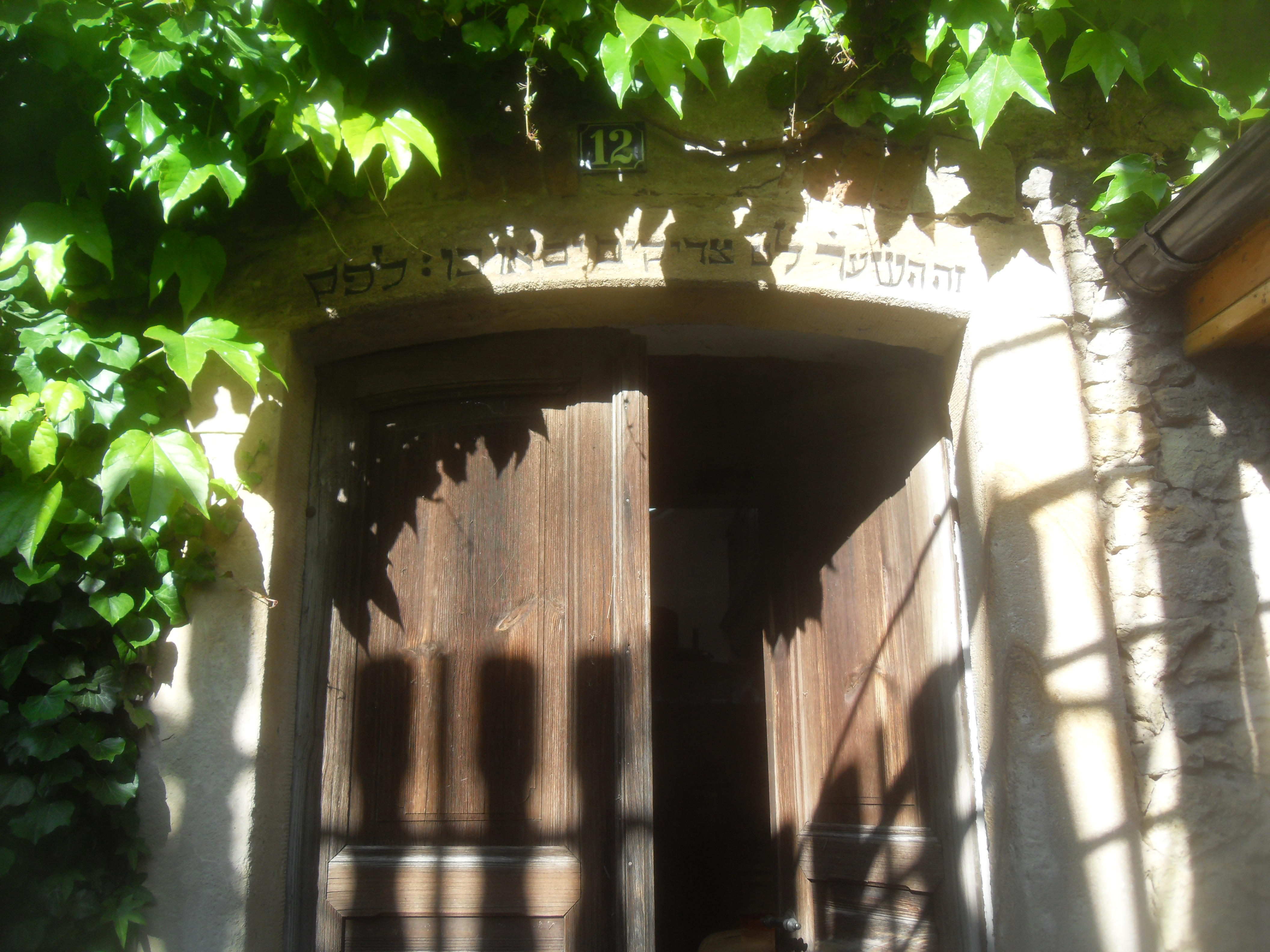
Der Haupteingang zur ehemaligen Guntersblumer Synagoge

Über die Entstehung der Guntersblumer Synagoge ist nicht viel bekannt. Man weiß lediglich, dass das Gebäude in seiner Anfangszeit wohl als Wirtschaftsgebäude genutzt wurde. 1744 erwarb schließlich die jüdische Gemeinde Guntersblums das Anwesen und baute das Gebäude in eine Synagoge um. So wird in Urkunden ein jüdisches „Bethaus“, eine „Judenschule“ oder auch eine „Synagoge“ genannt. 1769 bis 1770 erfolgte schließlich ein Neubau der Synagoge. 1839 wurde nun auch eine Judenschule an die Synagoge angebaut. Am 16. Januar 1844 wurden schließlich durch einen Brief durch die jüdische Gemeinde Guntersblums an den Guntersblumer Ortsvorstand erste Rufe bezüglich der vollständigen Sanierung und Vergrößerung der Synagoge laut. Nachdem sich nun zuerst nichts am Zustand der Synagoge änderte, beklagte sich der israelitische Gemeindevorstand neun Jahre später am 10. Oktober 1853 in einem Brief an den Guntersblumer Ortsvorstand wiederum über den schlechten Zustand ihrer Synagoge. Vor allem wurden in dem Brief der feuchte und dunkle Charakter des Gottesdienstraumes bemängelt, der dazu führte, dass es sowohl im Sommer als auch erst recht im Winter sehr ungemütlich in der Synagoge war. Zudem habe das Gebäude keine richtigen Fenster gehabt und sei vom Einsturz bedroht gewesen. Die Guntersblumer jüdische Gemeinde soll nun 160 Mitglieder haben.
Im Folgenden wurde die Synagoge von 1860 bis 1862 vollständig saniert und innen neu ausgebaut. Dabei half unter anderem eine großzügige Spende von Mayer Carl von Rothschild. Neue Elemente waren nun auf dem Anwesen die große, zweiseitig verlaufende Frauenempore mit einem zusätzlichen Eingang über eine Treppe von außen, neue Bänke, ein aufwändig gestaltetes Eingangsportal, ein Windfang in der Synagoge mit lederverkleideten Türen, eine neue Parochet mit hellblauer Kassettenbemalung, ein großes Fenster, zwei oder drei neue Kronleuchter im Gottesdienstraum und ein neuer aus roten Sandsteinplatten bestehender Fußboden in der Synagoge. Zudem gab es nun in der Synagoge einen Ofen und einen für die damalige Zeit seltenen Außenputz. Anfang Oktober 1862 wurde die neue Guntersblumer Synagoge schließlich anlässlich von Jom Kippur eingeweiht. Insgesamt kostete die Sanierung der Synagoge für die jüdische Gemeinde Guntersblums ungefähr 11.667 Gulden.
Während der Zeit des Nationalsozialismus verlor die jüdische Gemeinde Guntersblums Ende 1937 die Besitzerschaft der Synagoge und damit auch das Durchgangsrecht. In der Folge kaufte die jüdische Gemeinde eine kleine dreieckige Fläche vor dem Portal der Synagoge, über den die jüdischen Frauen nun über die Treppe die Empore des Gebäudes erreichen konnten. Nun konnte die Guntersblumer Synagoge nur noch über die unmittelbar nördlich gelegene Judenschule betreten werden. Der letzte jüdische Gottesdienst fand schließlich an Jom Kippur 1938, also am 5. Oktober 1938, statt. Nun wurde die Synagoge von den Nationalsozialisten stark zerstört. Am 28. Dezember 1938 kaufte schließlich der Nachbar Georg Friedrich Schmitt, der auch während der Novemberpogrome 1938 am 10. November 1938 den vorbereiteten Brandanschlag auf die Synagoge verhinderte, das Anwesen. Nach dem Zweiten Weltkrieg wurde schließlich unter anderem das während gegnerischen Angriffen beschädigte Dach der Synagoge repariert. Seit 1984 ist das Anwesen nun unter Denkmalschutz. Ungefähr zehn Jahre später, im Jahr 1996, wurde das Anwesen renoviert. Des Weiteren wurde 1999 die Portalinschrift erneuert. Über dem Haupteingang zur Synagoge steht dabei aus dem Hebräischen ins Deutsche übersetzt: „Dies ist das Tor zum Ewigen, Gerechte werden dort eintreten.“ (Psalm 118, 20) Darüber hinaus beinhaltet ein Chronogramm in der Inschrift die Jahreszahl 530 nach kleiner Zählung, das heißt ohne die Zählung der Jahrtausende. So wurde die Guntersblumer Synagoge demnach entsprechend dem jüdischen Kalender im Jahr 5530 eingerichtet, was nach dem christlichen Kalender den Jahren 1769/1770 entspricht.

## Lage
Die ehemalige Guntersblumer Synagoge befindet sich auf dem Grundstück des Domhofs im Guntersblumer Ortskern. Zudem befinden sich wenige Meter westlich der Synagoge die Guntersblumer katholische Kirche, der Homburger Hof und das Leininger Schloss. Zudem befindet sich nur einige hundert Meter nordwestlich die evangelische Kirche, und nur wenige hundert Meter nördlich befinden sich das zweite Guntersblumer Schloss, das heutige Schlossgut Schmitt und der ehemalige Deutschherrenhof. Des Weiteren sind der Guntersblumer Kellerweg, der Polysche Hof und der Julianenbrunnen nur wenige hundert Meter in westlicher Richtung entfernt.

## Anlage
Die ehemalige Synagoge befindet sich heute auf dem Hof des Domhofs. Angrenzend finden sich auf dem Hof ein Garten, eine Scheune und einige Gebäude zur Betreibung des heute gleichnamigen Weinguts des Domhofs. Zudem befindet sich auf dem Grundstück ein Wohngebäude für die Grundstücksbesitzer. Die ehemalige Guntersblumer Synagoge wird dabei in nördlicher Richtung durch die ehemalige örtliche Judenschule mit einem Frauenbad und zahlreichen Wohnhäusern unterschiedlicher Besitzerschaft, in östlicher Richtung durch weitere Wohnhäuser und die Guntersblumer Hauptstraße (eine der Hauptstraßen Guntersblums), in südlicher Richtung durch Wohngebäude auf dem Domhof und weiter durch andere Wohngebäude und der Guntersblumer Promenade sowie in westlicher Richtung durch die Bleichstraße, die ehemalige Alsheimer-Straße nach Alsheim, begrenzt.

## Heutige Nutzung
Nachdem die Guntersblumer jüdische Gemeinde während der Zeit des Nationalsozialismus 1938 ihre Synagoge verloren hatte, ging das Grundstück in der Nachkriegszeit wiederum an andere Besitzer. In der Folge kauften die damaligen Besitzer des Domhofs die ehemalige Synagoge, bauten sie um und gliederten sie in ihren Betrieb ein. So wird die ehemalige Synagoge auf dem Domhof mit der heutigen Adresse Bleichstraße Nr. 12 nun als Weinlagerhaus und Kelterhaus zum Betrieb eines gleichnamigen Weingutes verwendet.